# Omegna
Omegna là một đô thị ở tỉnh Verbano-Cusio-Ossola trong vùng Piedmont, có cự ly khoảng 100 km về phía đông bắc của Torino và khoảng 13 km southvề phía tây của Verbania. Tại thời điểm ngày 31 tháng 12 năm 2004, đô thị này có dân số 15.910 người và diện tích là 30,8 km².

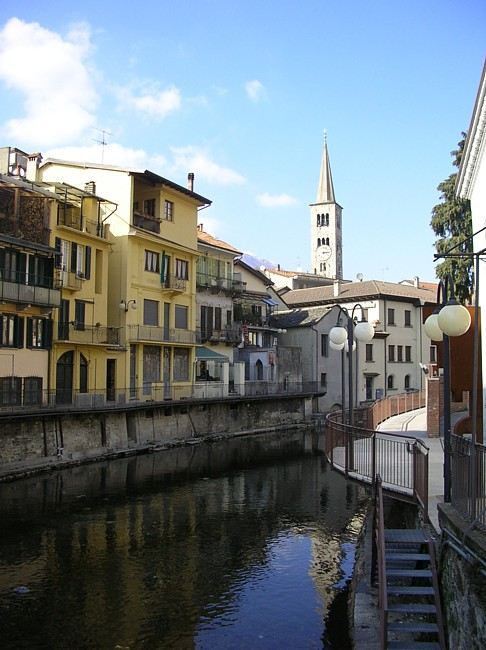
Trung tâm Omegna.

Omegna giáp các đô thị: Armeno, Casale Corte Cerro, Germagno, Gignese, Gravellona Toce, Nonio, Pettenasco, Quarna Sopra, Quarna Sotto, Stresa.